# Лецаруоле (Ђенова)
Лецаруоле је насеље у Италији у округу Ђенова, региону Лигурија.
Према процени из 2011. у насељу је живело 66 становника. Насеље се налази на надморској висини од 605 м.